# 2010 у Миколаєві
| Роки в Миколаєві ← • 2001 • 2002 • 2003 • 2004 • 2005 • 2006 • 2007 • 2008 • 2009 • 2010 • 2011 • 2012 • 2013 • 2014 • 2015 • 2016 • 2017 • 2018 • 2019 • 2020 • 2021 • 2022 • 2023 • 2024 → |

2010 у Миколаєві — список важливих подій, що відбулись у 2010 році в Миколаєві. Також подано перелік відомих осіб, пов'язаних з містом, що померли цього року. З часом буде додано відомих миколаївців, що народилися у 2010 році.

## Населення
Чисельність наявного населення Миколаєва на 1 січня 2010 року склала 501,2 тис. осіб, що на 3,1 тис. осіб менше ніж 2009 (504,3).

## Події
- 31 жовтня в Миколаєві відбулися вибори Миколаївського міського голови та депутатів Миколаївської міської ради. Мером міста вчетверте поспіль був обраний Володимир Дмитрович Чайка. Найбільше місць — 66 отримала в міській раді Партія регіонів (66,6 %). По 6 місць отримали Комуністична партія України (6,6 %) та Фронт Змін (6,6 %).
- Заснований Миколаївський тепловозоремонтний завод.
- Заснований «NikLife» — інтернет-журнал Миколаєва, присвячений подіям з місцевого світського життя, шоубізнесу, популярної культури, політики тощо.
- Ліквідований Миколаївський лікеро-горілчаний завод, що працював з 1901 року.

## Пам'ятки

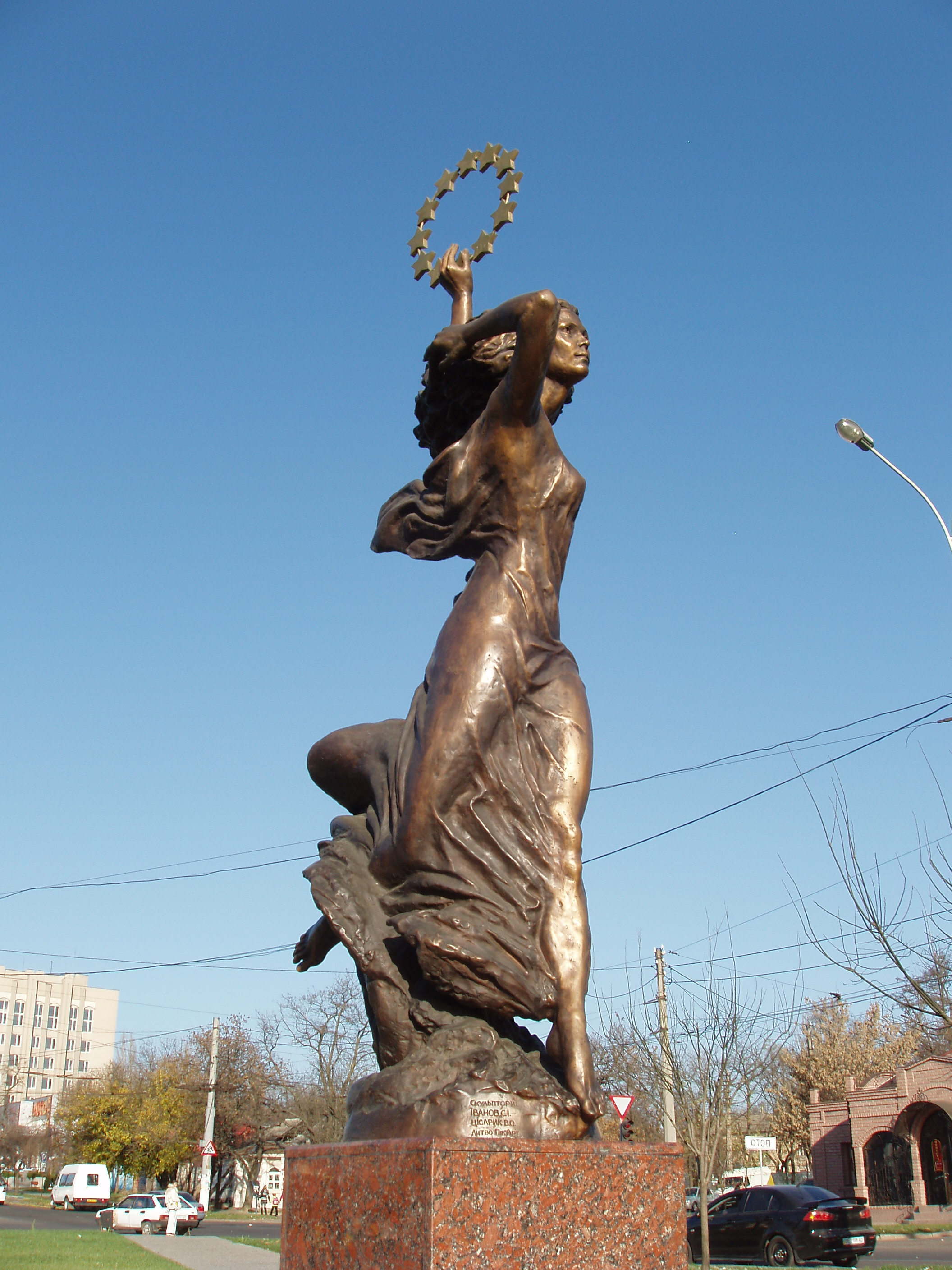
Монумент «Єдина Європа»

- 18 травня в Миколаївській астрономічній обсерваторії відбулася міжнародна нарада «Методи і інструменти в астрономії: від першого наземного телескопу до космічного інструменту», в якому брали участь понад 50 фахівців з Росії, Франції, Туреччини, Китаю, України. До цієї події миколаївці приурочили відкриття пам'ятної стели на честь першого директора Миколаївської обсерваторії Карла Христофоровича Кнорре[3].
- 17 жовтня у Сквері Ради Європи на вулиці Садовій відкрили монумент Єдина Європа.
- 23 листопада біля будівлі військової кафедри Національного університету ім. В. Сухомлинського відкрили пам'ятник генералісимусу Олександру Суворову. Відкриття пам'ятника приурочили до 280-річчя від дня народження полководця[3].

## Особи

### Почесні громадяни
- Овдієнко Ігор  Миколайович — академік, член Академії наук суднобудування України, член Академії інженерних наук України, член Академії наук технологічної кібернетики України, депутат Миколаївської міської ради ХІХ скликання, депутат Миколаївської обласної ради ХХ, ХХІ, ХХІІ скликань та V скликання (2006—2011 рр.), генеральний директор ДП «Суднобудівний завод ім. 61 комунара» (1986—1994 рр.), генеральний директор Чорноморського суднобудівного заводу (1994—1996 рр.).

### Городянин рокуі «Людина року»
- Блакитна Тетяна Іванівна — номінація «Середня школа».
- Блінцов Володимир Степанович — номінація «Наука і вища школа».
- Гращенкова Ірина Олександрівна — номінація «Середня школа».
- Діданов Віктор Іванович — номінація «Технікуми і професійні училища».
- Єгоров Юрій Андрійович — номінація «Будівництво і архітектура».
- Коваленко Георгій Володимирович — номінація «Безпечне материнство і дитинство».
- Козлов Станіслав В'ячеславович — номінація «Засоби масової інформації».
- Матвієнко Людмила Павлівна — номінація «Рівні можливості».
- Мітковська Тетяна Сергіївна — номінація «Культура».
- Моцар Сергій Іванович — номінація «Охорона здоров'я».
- Островська Тетяна Анатоліївна — номінація «Молоде ім'я року».
- Погосов Едуард Аркадійович — номінація «Благодійність».
- Приходько Олег Костянтинович — номінація «Мистецтво».
- Сатін Олександр Володимирович — номінація «Фізкультура і спорт».
- Фуркало Ігор Савич — номінація «Підприємництво».
- Хоменко Андрій Іванович — номінація «Промисловість».
- Чехович Геннадій Тимофійович — номінація «Фінанси і банківська справа».
- Балихін Валентин — номінація «Надія року».
- Бондар Ганна — номінація «Надія року».
- Колодій Олег — номінація «Надія року».
- Науменко Ігор — номінація «Надія року».
- Петрович Дмитро — номінація «Надія року».
- Номінація «Людина року» — Горжій Володимир Максимович.

### Померли
- Іванов Володимир Федорович (13 листопада 1937, село Сербка Комінтернівського району Одеської області — липень 2010) — український музикознавець, композитор, педагог. Член Національної спілки композиторів України.
- Божаткін Михайло Іванович (11 листопада 1920, с. Дубровка, Тверська область (РСФРР) — 22 лютого 2010, Миколаїв) — український російськомовний письменник, поет і журналіст. Почесний громадянин міста Миколаєва.
- Кривицький Леонід Григорович (20 лютого 1939, Житомир — 22 вересня 2010, Київ) — український тренер з футболу, заслужений працівник фізичної культури і спорту України, заслужений тренер України.
- Курашкевич Кирило Володимирович (8 листопада 1920 — 16 січня 2010) — український поет і прозаїк. Член Національної спілки письменників України та Національної спілки журналістів України.
- Краснецький Іван Михайлович (18 травня 1945, с. Братківці, Тисменицький район, Івано-Франківська область, УРСР — 23 квітня 2010) — радянський і український футболіст, футбольний тренер. Тренував у 1998—1999 роках ФК «Миколаїв».
- Андрюхов Іван Васильович (15 жовтня 1914, Новобузький район — 6 січня 2010, Миколаїв) — радянський військовик, у роки Другої світової війни — стрілець 147-го гвардійського стрілецького полку 49-ї гвардійської стрілецької дивізії, гвардії червоноармієць. Повний кавалер ордена Слави.